# Museo nazionale delle belle arti (Filippine)
Il Museo nazionale di belle arti delle Filippine (in filippino: Pambansang Museo ng Sining), in precedenza noto come Galleria nazionale d'arte, è un museo d'arte di Manila. È localizzato su viale Padre Burgos in diagonale rispetto al Museo nazionale di antropologia nel lato orientale del parco Rizal. Il museo, posseduto e gestito dal Museo nazionale delle Filippine, fu fondato nel 1998 e ospita una collezione di dipinti e sculture di artisti classici filippini come Juan Luna, Félix Resurrección Hidalgo e Guillermo Tolentino.
L'edificio, in stile neoclassico, fu costruito nel 1921 e servì originariamente come sede di vari organi legislativi del governo filippino. Noto come il Vecchio Palazzo Legislativo (o anche come il Vecchio Palazzo del Congresso), fu la sede del congresso bicamerale dal 1926 al 1972, e del Senato filippini dal 1987 al 1997.

## Storia

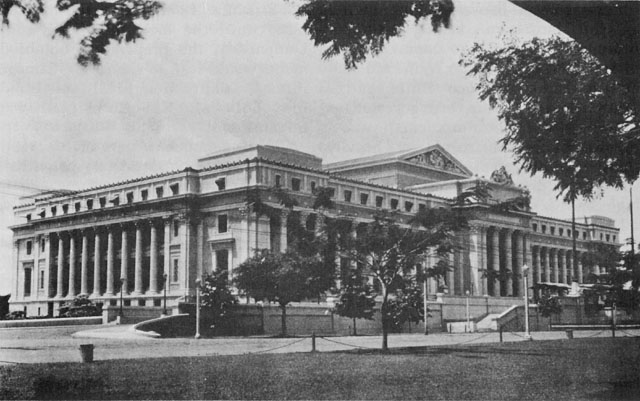
Il Palazzo Legislativo durante gli anni 1930

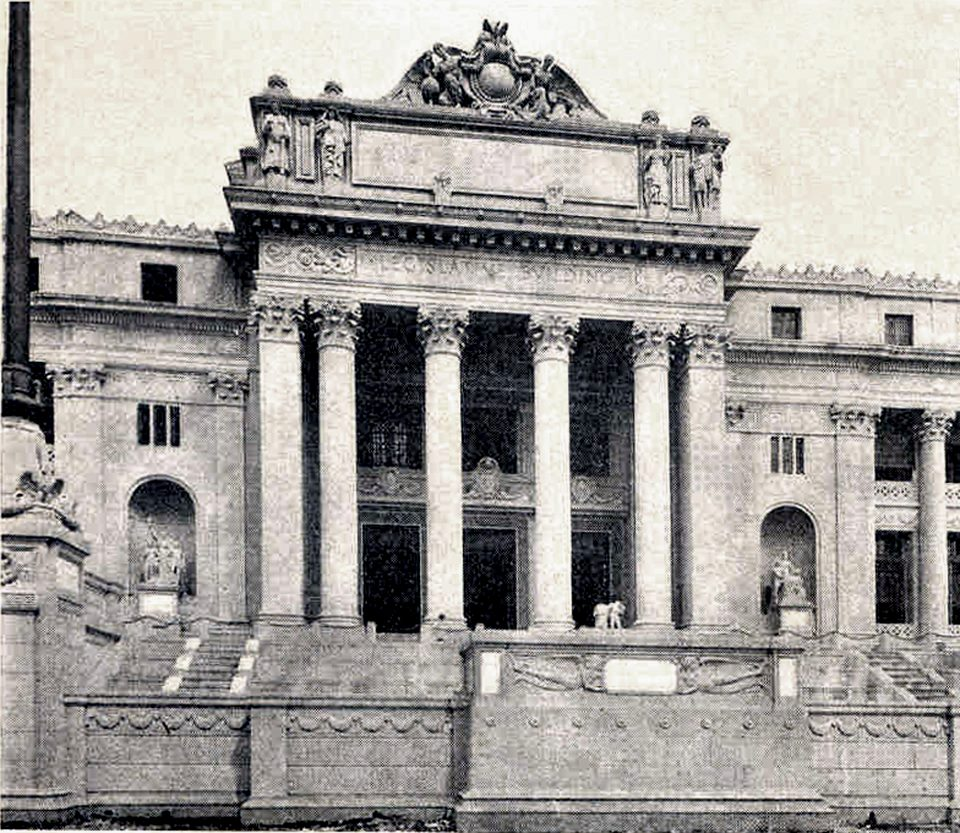
La facciata centrale del Palazzo Legislative, ca. 1940

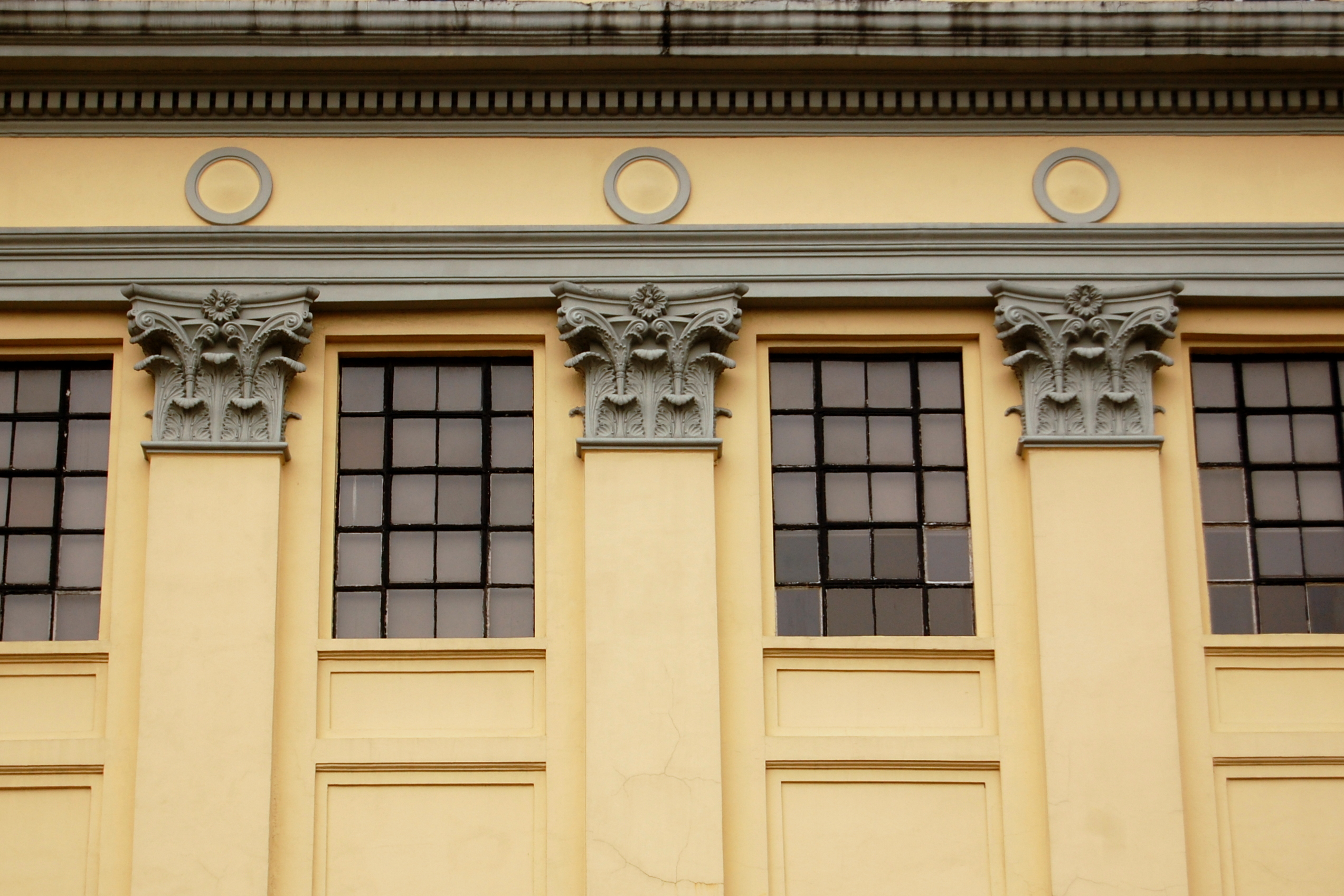
Primo piano della facciata del Museo nazionale delle belle arti

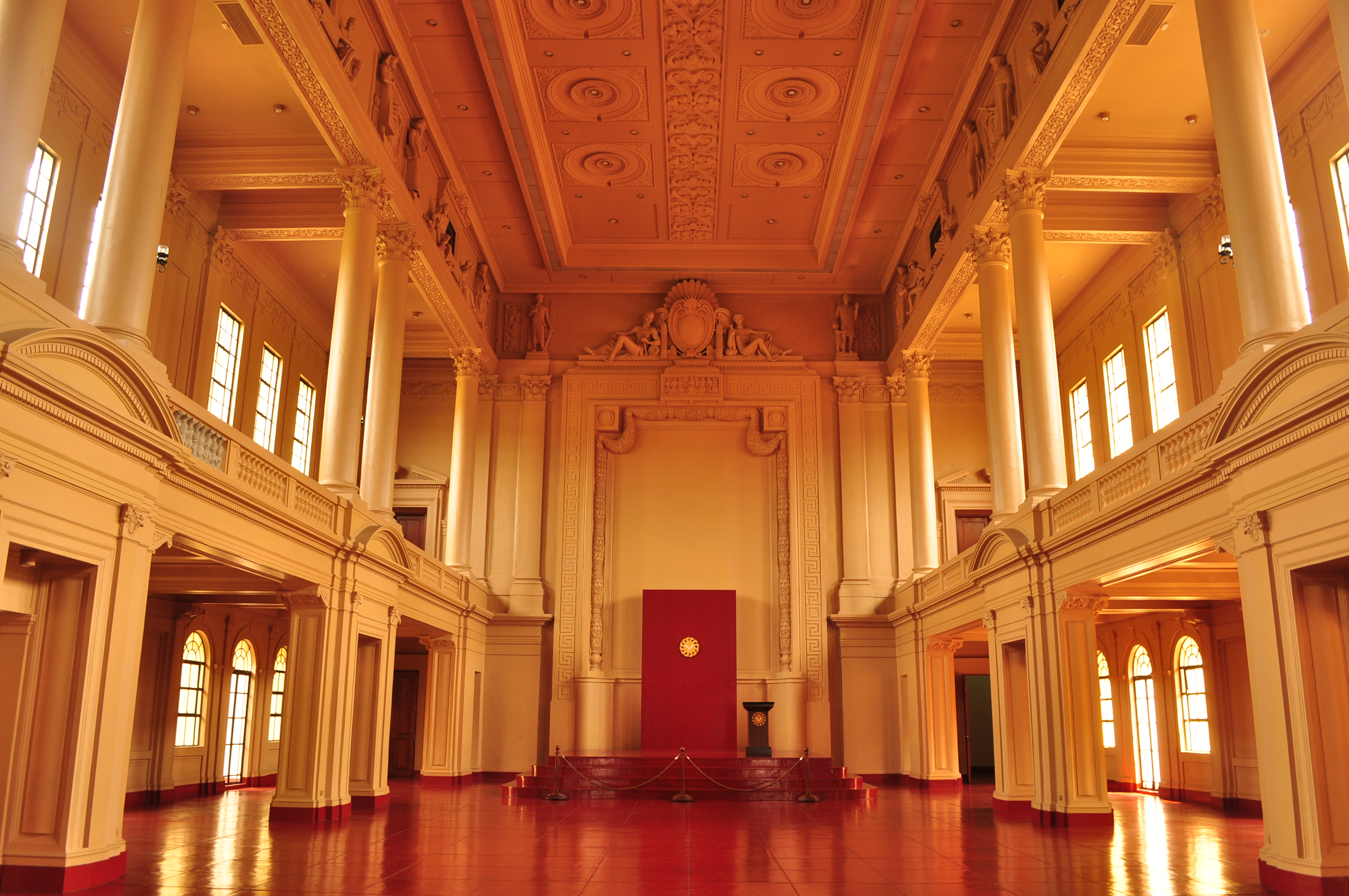
Sala delle sedute del Senato del Museo nazionale delle belle arti

L'edificio fu progettato originariamente dall'architetto Ralph Harrington Doane, consulente dell'Ufficio dei lavori pubblici (precursore del Dipartimento dei Lavori pubblici e delle Strade), e da Antonio Toledo nel 1918, ed era destinato ad essere la futura sede della Biblioteca nazionale delle Filippine, secondo il Piano di Manila di Daniel H. Burnham. Nel frattempo, un edificio simile al Campidoglio per l'Assemblea legislativa filippina (fondata il 16 ottobre 1916) doveva sorgere su Wallace Field, appena a sud della biblioteca (la localizzazione è ora via María Y. Orosa a Parco Rizal). Invece, l'Assemblea legislativa filippina decise di trasferirsi nel palazzo della Biblioteca nel 1926, e cambiamenti alla disposizione dell'edificio furono fatti di conseguenza dall'architetto Juan M. Arellano. Fu costruito sotto la supervisione della ditta di costruzioni Pedro Siochi and Company e l'edificio divenne perciò noto come il Palazzo Legislativo. La seconda sessione regolare dell'Assemblea legislativa filippina fu aperta formalmente all'inaugurazione dell'edificio il 16 luglio 1926 alla presenza del governatore-generale Leonard Wood, poi del presidente del Senato Manuel Quezón, del presidente della Camera Manuel Roxas e del colonnello Carmi A. Thompson, inviato del presidente degli Stati Uniti Calvin Coolidge. Fu contemporaneamente la sede della Biblioteca nazionale dal 1928 al 1944.
Nel 1935, fu proclamato il Commonwealth delle Filippine, e l'inaugurazione del presidente Quezón si tenne fuori dell'edificio. Questo divenne la sede dell'Assemblea nazionale delle Filippine, e fu snoto in seguito come il Palazzo dell'Assemblea nazionale. Nel 1940, l'Assemblea nazionale fu sostituita da un Congresso delle Filippine bicamerale, consistente di un Senato e di una Camera dei rappresentanti. Il Senato occupava i piani superiori, mentre la Camera occupava i oiani inferiori. L'edificio sarebbe servito da sede del Congresso del Commonwealth fino al 1945.
Nella Seconda guerra mondiale, le forze giapponesi a Manila bombardarono e distrussero l'edificio nel febbraio 1945. La maggior parte della struttura era irreparabile, eccetto per la porzione centrale ancora in piedi. Con l'inaugurazione della Repubblica delle Filippine nel 1946, l'edificio fu riconosciuta come la sede del Congresso. Fu ricostruito dalla Commissione statunitense per i danni di guerra delle Filippine nelle stesse dimensioni ma con una minore ornamentazione interna ed esterna. La ricostruzione cominciò nel 1949, mentre il Congresso si ritrasferì lo stesso anno. Le due ali dell'edificio furono completate nel 1950. Il palazzo fu ricostruito per la maggior parte a memoria, con l'aiuto di alcuni progetti rimasti.
L'edificio divenne noto come il Palazzo del Congresso, e servì ininterrottamente come sede del Congresso delle Filippine fino al 1972 con la dichiarazione della legge marziale. Il Congress fu praticamente sciolto, e l'edificio chiuso col lucchetto. Per un breve tempo, il palazzo divenne la sede degli uffici del Primo Ministro dell Filippine, una posizione stabilita in base alla Costituzione delle Filippine del 1973, al quarto piano, dell'Ombudsman al terzo piano, del Museo nazionale al secondo piano, e del Sandiganbayan al piano terra. L'edificio fu chiamato la Casa dell'Esecutivo per la durata di quel periodo.
Il Congresso delle Filippine fu ristabilito con la ratifica della Costituzione delle Filippine del 1987. Mentre la Camera dei rappresentanti si trasferiva nel Complesso di Batasang Pambansa a Constitution Hill, Quezon City, il Senato usò l'edificio originale del Congresso per le sessioni plenarie.
Il Senato avrebbe usato il Palazzo del Congresso fino al maggio 1997, quando si trasferì nel Palazzo del Sistema assicurativo dei servizi governativi su terreni bonificati della baia di Manila a Pasay. L'ex ufficio del Primo Ministro fu occupato come Ufficio del Vice Presidente.
Il palazzo fu poi trasferito al Museo nazionale delle Filippine nel 1998.
Il 30 settembre 2010, la Commissione storica nazionale delle Filippine dichiarò l'edificio "Monumento storico nazionale" in virtù della risoluzione n. 8 (datata 30 settembre 2010). Una lapide commemorativa della dichiarazione fu scoperta il 29 ottobre 2010.

## La collezione
Il museo contiene molte importanti opere, tra le quali:

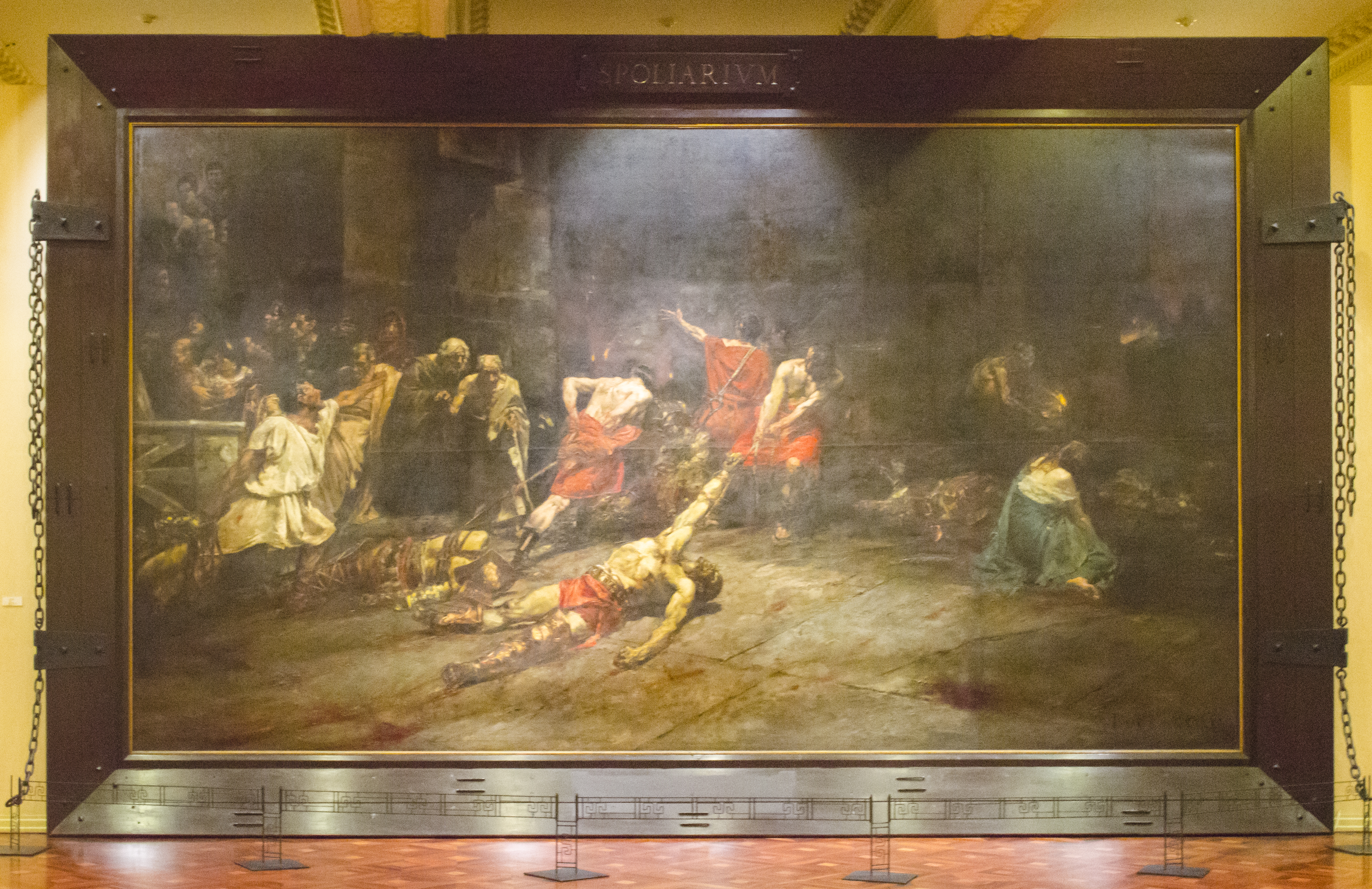
Lo Spoliarium di Juan Luna
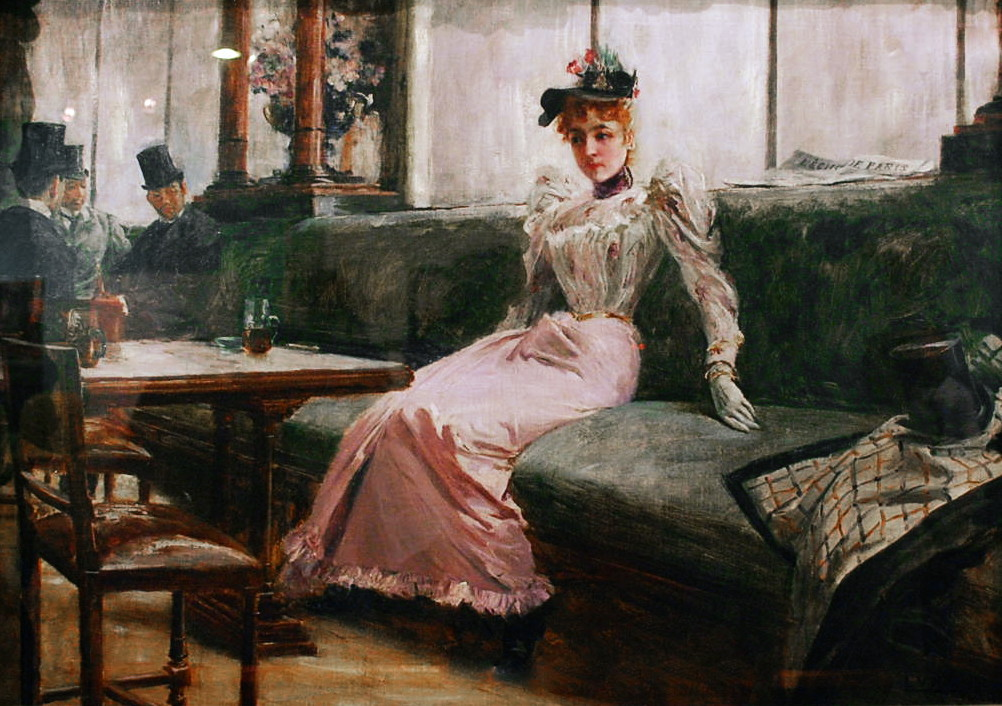
La vita parigina
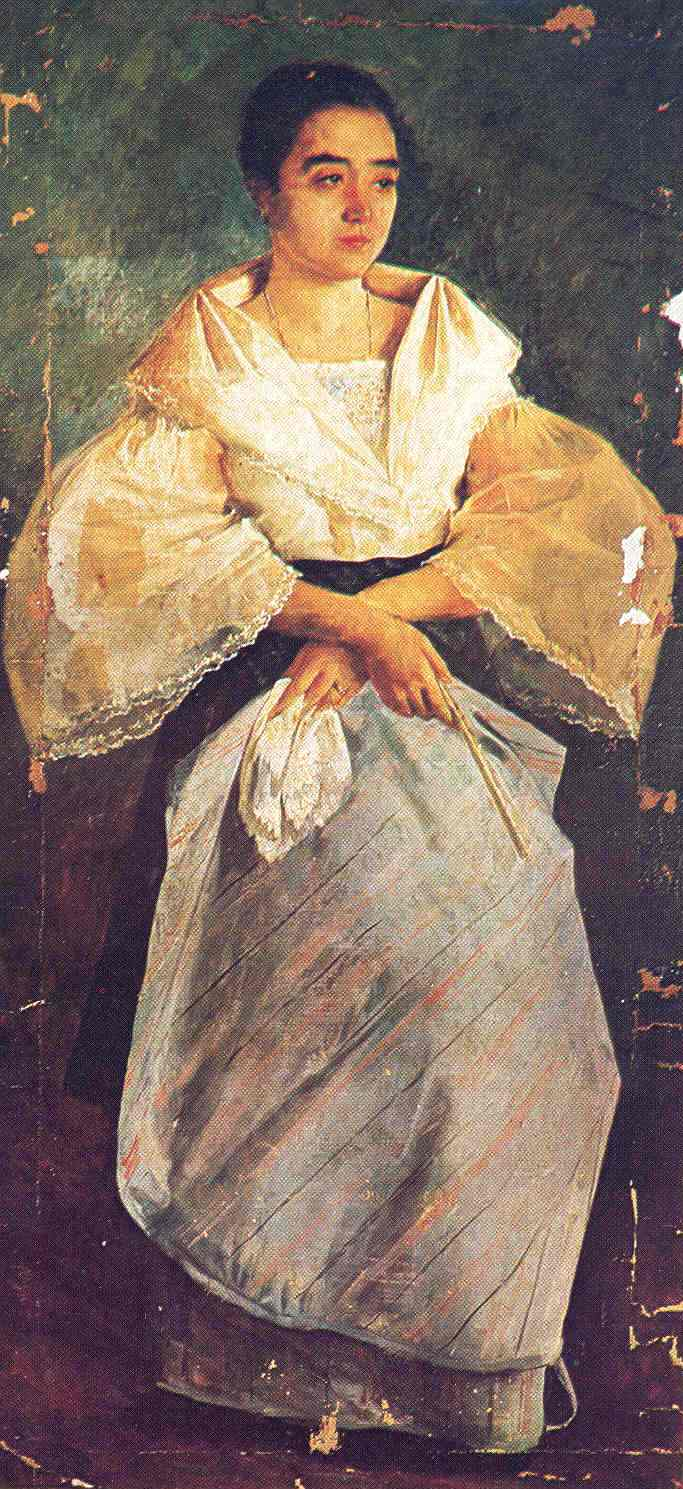
La Bulaqueña
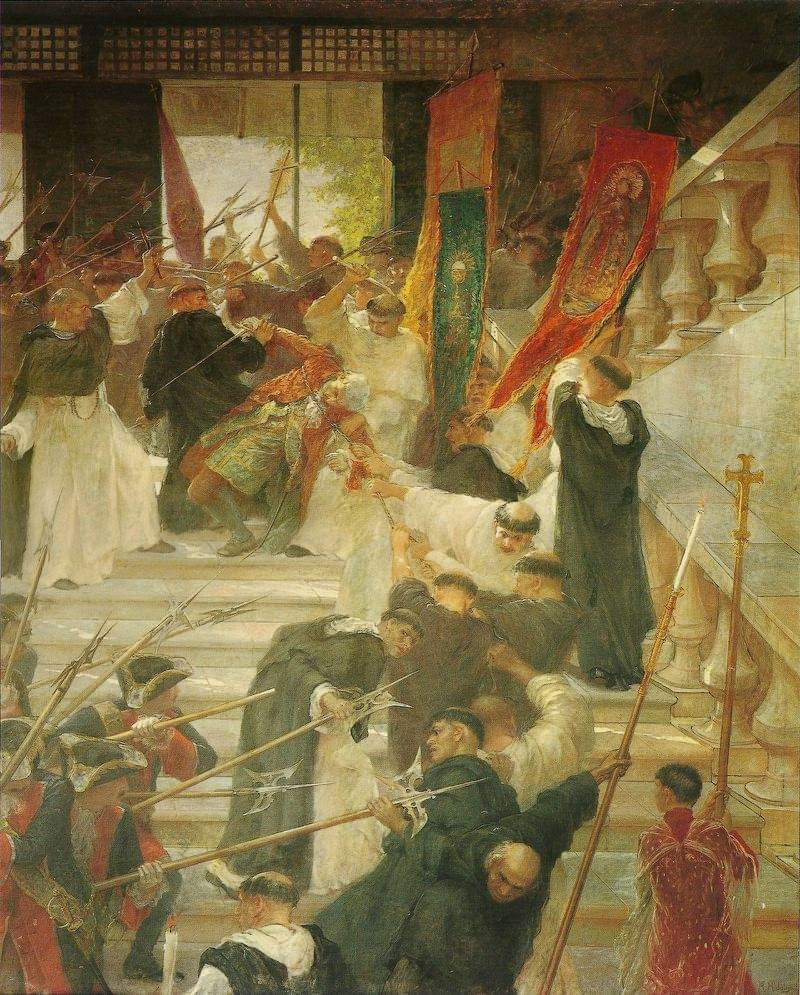
Assassinio del governatore Bustamante e di suo figlio, vedi Fernando Manuel de Bustillo Bustamante y Rueda